# Metoxietà
El metoxietà, també anomenat com a èter etil metílic, és un grup etil amb un grup metoxi enllaçat. El metoxietà és un gas èter incolor que fa olor de medicament. És extremadament inflamable i la seva inhalació pot causar asfíxia o mareig. Com que és una base de Lewis, pot reaccionar amb àcids Lewis per formar sals i reacciona violentament amb agents oxidants.